# أيمن الشرقاوي
أيمن الشرقاوي هو محامي دولي في قانون تغير المناخ، والمدير التنفيذي للميثاق العالمي للأمم المتحدة في المغرب، ومحامي أول في مجال تغير المناخ في مركز القانون الدولي للتنمية المستدامة في مونتريال كيبيك، كندا.

## السيرة الذاتية
في عام 2017، تم تعيين أيمن الشرقاوي في برنامج القادة الناشئين لمركز السياسات للجنوب الجديد، ثم في 2018 في مؤسسة أوباما.

### التعليم
أجرى أيمن الشرقاوي دراساته التمهيدية ودراساته في المرحلة الثانية في مونتريال، وحصل على درجة البكالوريوس في الهندسة الميكانيكية من جامعة ماكجيل وشهادة البكالوريوس في القانون من كلية الحقوق بجامعة مونتريال. بعد ذلك، حصل على درجة الماجستير في العلوم من كلية إي إم للأعمال في ليون، فرنسا. بالإضافة إلى ذلك، حصل الشرقاوي على شهادة في التكيف من جامعة أكسفورد وشهادة في إدارة الأعمال من جامعة كامبريدج.

### المسار المهني
شغل أيمن الشرقاوي منصب المستشار الخاص لوزير البيئة المغربي بشأن تغير المناخ والمفاوضات، والمستشار الخاص لرئاسة اتفاقية الأمم المتحدة الإطارية بشأن تغير المناخ، ومؤتمر الأطراف الثاني والعشرين وخبير تغير المناخ لدى الوكالة الألمانية للتعاون الدولي. عمل سابقًا كمستشار لشركة «فاليانس» ، اتحاد النقل الجوي الدولي وشركة إير ليكيد.
يركز عمله على المفاوضات التقنية في إطار اتفاقية الأمم المتحدة الإطارية بشأن تغير المناخ وعلى الابتكارات القانونية التي تهدف إلى دعم التكيف والتخفيف في البلدان المعرضة لتغير المناخ.
أيمن الشرقاوي هو حاليا مدير مركز الحسن الثاني الدولي للتربية البيئية.